# Hilmer Sattler Architekten Ahlers Albrecht
Hilmer Sattler Architekten Ahlers Albrecht ist ein deutsches Architekturbüro.

## Geschichte

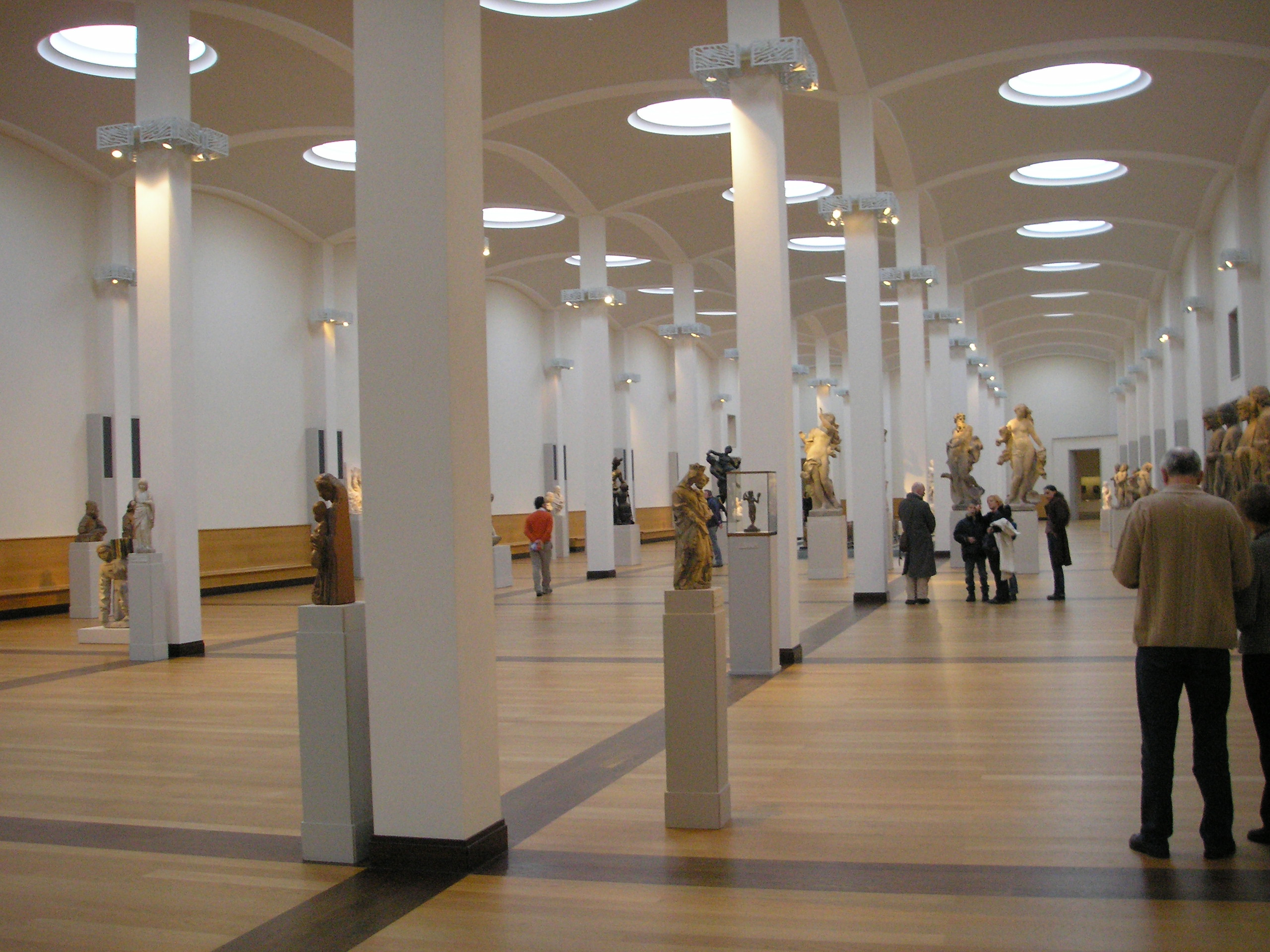
Wandelhalle der Berliner Gemäldegalerie, 2006

1974 wurde das Büro von den Architekten Heinz Hilmer und Christoph Sattler in München gegründet, letzter ein Urenkel von Adolf von Hildebrand. 1988 folgte ein Zweigbüro in Berlin.
1997 wurde der Name des Büros in Hilmer & Sattler und Albrecht GmbH geändert, da Thomas Albrecht (* 1960), ein Neffe von Christoph Sattler, als dritter Teilhaber hinzugekommen war. Seit 2009 ist Rita Ahlers, seit 2017 Peter Solhdju Partner.

## Architektur
Der Schwerpunkt der Tätigkeit liegt im Neubau und der denkmalgerechten Renovierung von Museen, Hotels, Geschäfts- und Bürobauten, aber auch im Wohnungsbau. Außerdem beteiligt sich das Büro an Wettbewerben, wie beispielsweise im Jahr 1991 für die Gesamtplanung des Potsdamer Platzes.
Die städtebaulichen Planungen als auch die Einzelbauten des Büros zeichnen sich durch eine starke Orientierung am Charakter der klassischen europäischen Stadt aus. Es wird zumeist Wert auf eine Einbindung von Neubauten in die gebaute Umgebung gelegt. Existiert eine solche praktisch nicht, wie es in dem Gebiet rund um den Potsdamer Platz im Jahre 1990 der Fall war, so wird darauf geachtet, dass die Neubauten aufeinander Bezug nehmen, anstatt lediglich ein Nebeneinander von Solitären zu sein. Beim Wohnungsbau finden sich in den Bauten des Büros wiederholt Bezüge zur Siedlungsarchitektur der 1920er Jahre, wie der Hufeisensiedlung in Berlin.

## Kontroverse
Ende 2020 forderte der Geschäftsführer Thomas Albrecht anlässlich der Kritik des FAZ-Architekturkritikers Niklas Maak am Humboldt Forum, Journalisten wie Maak aus der Redaktion „zu entfernen“.

## Bauten

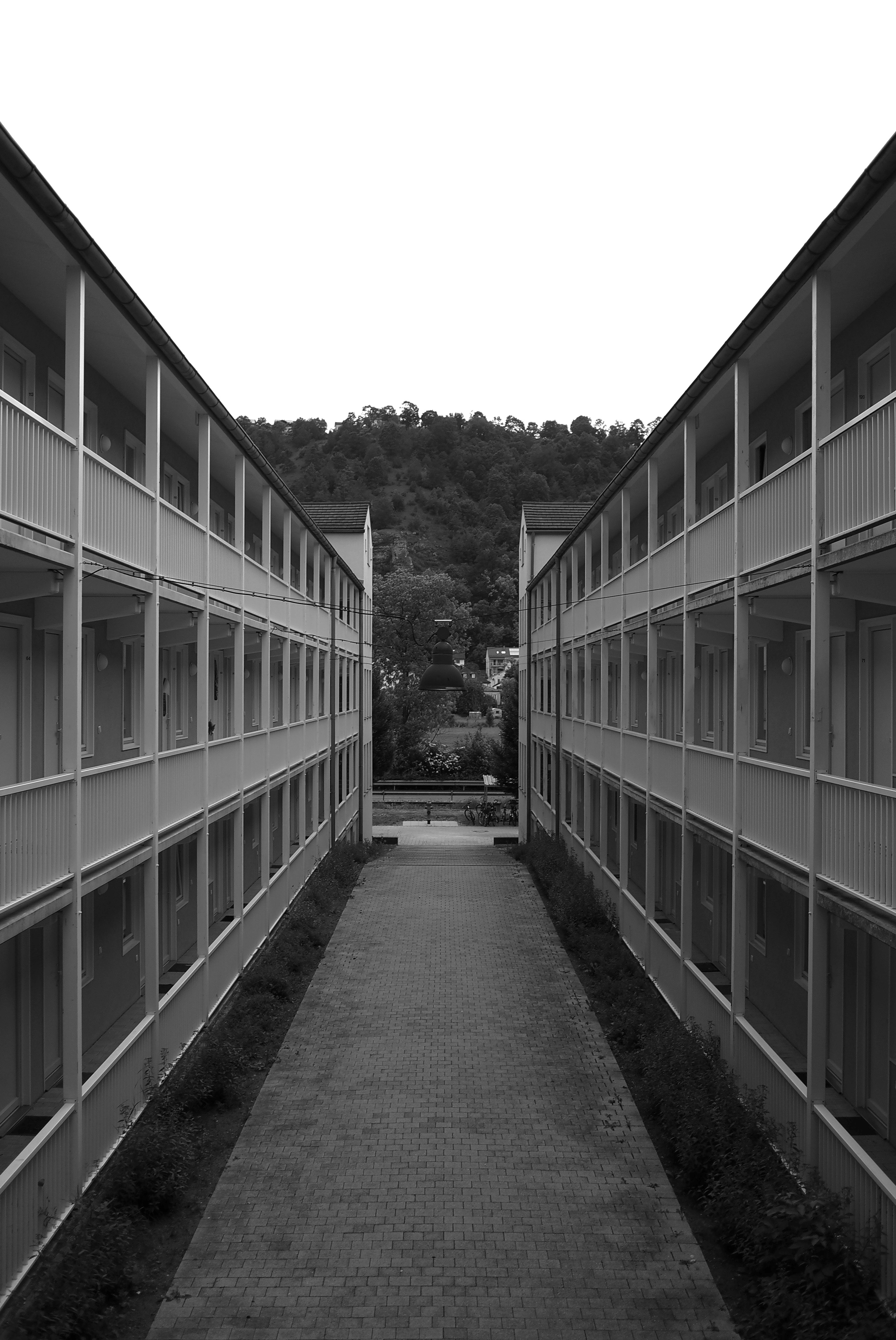
Studentenwohnanlage Freiwasser, Eichstätt

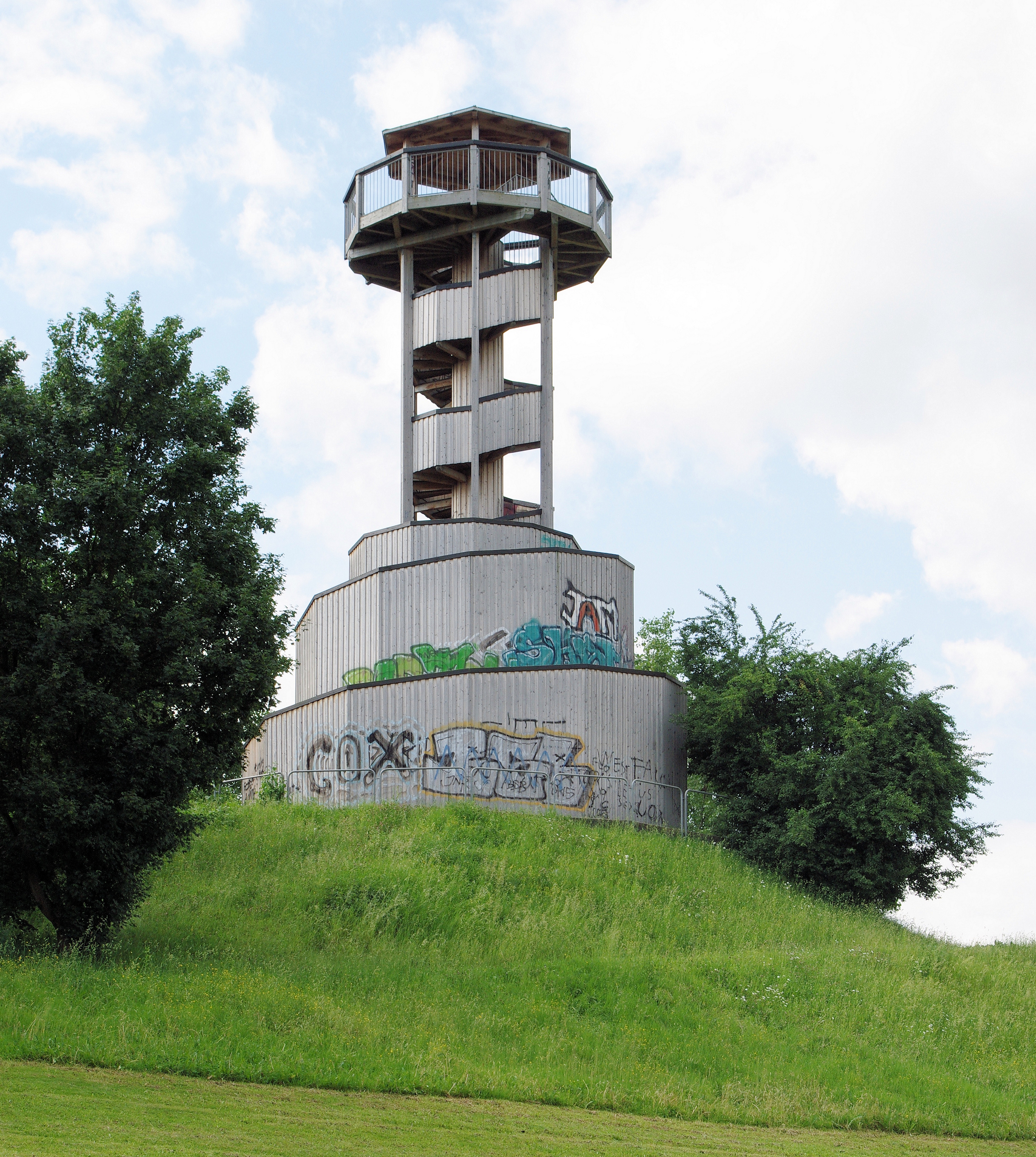
Seeparkturm in Freiburg, 2009

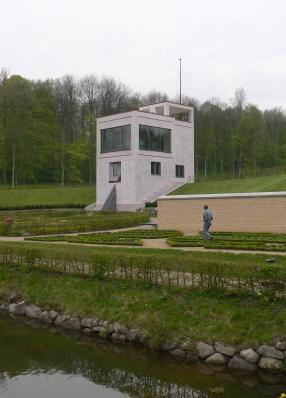
Das neue Globushaus im Neuwerkgarten

- 1971–1972: Haus Habermas, Starnberg
- 1981: Haus Herter, München
- 1979–1982: Wohnsiedlung documenta urbana (städtebauliches Konzept und Gebäudeplanung), Kassel
- 1986: Seeparkturm, Freiburg im Breisgau
- 1988: Städtebaulicher Rahmenplan für Pforzheim
- 1990–1993: Studentenwohnanlage Freiwasser, Eichstätt[4]
- 1991: städtebauliche Gesamtplanung des Potsdamer und Leipziger Platzes
- 1992–1998: Berliner Gemäldegalerie[5]
- 1993: U-Bahnhof Am Hart, München
- 1994: Kupferstichkabinett Berlin
- 1995–1997: Modernisierung des Schlosses Elmau
- 1995–2006: Bahnhof Potsdamer Platz mit Modersohn Freiesleben
- 1998: U-Bahnhof Mendelssohn-Bartholdy-Park, Berlin
- 1998–2000: Umbau des Martin-Gropius-Baus, Kreuzberg
- 1999–2002: Stadtbibliothek und Musikschule, Pforzheim
- 1999–2003: Zweiter Bauabschnitt der „Fünf Höfe“, München (Bauteil Salvatorstraße)
- 2000–2003: Hotel Ritz-Carlton am Potsdamer Platz, Berlin
- 2001–2003: Neues Globushaus am Gottorfer Riesenglobus im Park des Schlosses Gottorf
- 2005: Globushaus, Neuwerkgarten
- 2005–2007: The Charles Hotel, München
- 2009: Kongresszentrum des Hotel Einstein, St. Gallen
- 2009: Beisheim-Center, Berlin
- seit 2009: Planung für den Wiederaufbau des Berliner Schlosses (Humboldt Forum)
- bis 2010: Masterplan für die Museumsinsel, Berlin mit Oswald Mathias Ungers und David Chipperfield
- bis 2012: Instandsetzung des Alten Museums, Berlin
- seit 2009: „Airtown“, städtebaulicher Plan für den Flughafen Berlin, Brandenburg
- Quartiersgestaltung Am Oberwiesenfeld, München
- 2008–2014: Nordbebauung der Zentrale des Bundesnachrichtendienstes, Berlin mit Henn Architekten
- 2017: Wiederaufbau Museum Barberini, Potsdam

## Auszeichnungen & Preise
- 1977: BDA-Preis Bayern für Haus Habermas, Starnberg
- 1981: BDA-Preis Bayern für Haus Herter, München
- 2003: Architekturpreis der Landeshauptstadt München